# Aki Hata
Aki Hata (畑 亜貴 Hata Aki?, nacida el 13 de agosto de 1966 en Tokio) es una música y letrista japonesa. Ha compuesto y/o escrito canciones para varias series de anime y juegos, incluyendo obras populares como Zettai Shōnen, Azumanga Daioh, Haibane Renmei, Suzumiya Haruhi no Yūutsu, Lucky Star y Love Live!. También ha escrito canciones para cantantes y seiyūs. Ha compuesto bandas sonoras de videojuegos; antiguamente trabajaba como compositora para Konami. Actualmente se encarga de las letras de los temas de la mayoría de series y juegos de Lantis.
Adicionalmente, Aki Hata también canta por ella misma. Es miembro de la banda "Tsukihiko", proporcionando la voz y el teclado.

## Discografía

### En solitario

#### Álbumes de estudio
- [1999.02.19] Kan'okejima
- [1999.02.20] Sekai Nante Owarinasai
- [2014.19.03] Aisuru hito yo shinjitsu wa chikawazu ni iyou

#### Álbumes recopilatorios
- [2006.12.22] Roman Tsukira no Musumetachi ~BEST SONGS~
- [2007.12.21] Reizoku Kaibi no Musumetachi ~BEST SONGS II~

#### Sencillos
- [2010.10.13] Bannou ni Tagiru Ikasama
- [2010.12.22] Dangai no Unuboreya
- [2011.15.12] Haikin seija waga machi o susuman

### Con Tsukihiko
- [2005.09.20] Gen wa Jubaku no Yubi de Naru
- [2006.06.23] Tōhi Oukoku no Densetsu
- [2008.03.07] Junketsu Kiran